# Elezioni parlamentari in Finlandia del 1948
Le elezioni parlamentari in Finlandia del 1948 si tennero il 1º e il 2 luglio per il rinnovo dell'Eduskunta.

## Risultati
| Liste                                        | Voti      | %     | +/- % | Seggi | +/- seggi |
| -------------------------------------------- | --------- | ----- | ----- | ----- | --------- |
| Partito Socialdemocratico Finlandese         | 494.719   | 26,32 | +1,2  | 54    | +4        |
| Lega Agraria                                 | 455.635   | 24,24 | +2,9  | 56    | +7        |
| Lega Democratica Popolare Finlandese         | 375.538   | 19,98 | -3,5  | 38    | -11       |
| Partito di Coalizione Nazionale              | 320.366   | 17,04 | +2,0  | 33    | +5        |
| Partito Popolare Svedese                     | 137.981   | 7,34  | -0,6  | 13    | -1        |
| Partito Progressista Nazionale               | 73.444    | 3,91  | -1,3  | 5     | -4        |
| Partito Regionale dell'Åland                 | 6.567     | 0,35  | –     | 1     | –         |
| Partito dei Piccoli Proprietari di Finlandia | 5.378     | 0,29  | -0,9  | –     | –         |
| Partito Popolare Radicale                    | 5.162     | 0,27  | +0,2  | –     | –         |
| Altri                                        | 5.178     | 0,28  | +0,1  | –     | –         |
| Totale                                       | 1.879.968 |       |       | 200   |           |